# Hakea obliqua
Hakea obliqua är en tvåhjärtbladig växtart. Hakea obliqua ingår i släktet Hakea och familjen Proteaceae.

## Underarter
Arten delas in i följande underarter:
- H. o. obliqua
- H. o. parviflora